# Newington House (Austrália)
Newington House  é um edifício histórico localizado em Silverwater na província de New South Wales na Austrália, situado a 20 km a oeste de Sydney, na comarca de Auburn Council.
A casa e capela associada ficam à margem norte do Rio Parramatta, e atualmente fazem parte do complexo prisional de Silverwater Correctional Centre.  Juntamente com a Elizabeth Bay House e a Camden Park Estate, a Newington House é considerada uma dos três relevantes exemplos arquitetônicos de residências coloniais na região de County of Cumberland.